# 15849 Біллгарпер
15849 Біллгарпер (15849 Billharper) — астероїд головного поясу, відкритий 18 грудня 1995 року.
Тіссеранів параметр щодо Юпітера — 3,264.